# Вар (Шаранта)
Вар (фр. Vars) — коммуна во Франции, находится в регионе Пуату — Шаранта. Департамент — Шаранта. Входит в состав кантона Сент-Аман-де-Буакс. Округ коммуны — Ангулем.
Код INSEE коммуны — 16393.

## География
Коммуна расположена приблизительно в 390 км к юго-западу от Парижа, в 95 км южнее Пуатье, в 13 км к северу от Ангулема.
Через территорию коммуны протекает река Шаранта.

## Население
Население коммуны на 2008 год составляло 1937 человек.
| 1962 | 1968 | 1975 | 1982 | 1990 | 1999 | 2008 |
| ---- | ---- | ---- | ---- | ---- | ---- | ---- |
| 1089 | 1306 | 1340 | 1551 | 1511 | 1569 | 1937 |

## Климат
Климат океанический. Ближайшая метеостанция находится в городе Коньяк.
| Показатель                        | Янв. | Фев. | Март | Апр. | Май  | Июнь | Июль | Авг. | Сен. | Окт. | Нояб. | Дек. | Год   |
| --------------------------------- | ---- | ---- | ---- | ---- | ---- | ---- | ---- | ---- | ---- | ---- | ----- | ---- | ----- |
| Средний суточный максимум, °C     | 8,7  | 10,5 | 13,1 | 15,9 | 19,5 | 23,1 | 26,1 | 25,4 | 23,1 | 18,5 | 12,4  | 9,2  | 17,7  |
| Средняя температура, °C           | 5,4  | 6,7  | 8,5  | 11,1 | 14,4 | 17,8 | 20,2 | 19,7 | 17,6 | 13,7 | 8,6   | 5,9  | 12,5  |
| Средний суточный минимум, °C      | 2,0  | 2,8  | 3,8  | 6,2  | 9,4  | 12,4 | 14,4 | 14,0 | 12,1 | 8,9  | 4,7   | 2,6  | 7,8   |
| Норма осадков, мм                 | 80,4 | 67,3 | 65,9 | 68,3 | 71,6 | 46,6 | 45,1 | 50,2 | 59,2 | 68,6 | 79,8  | 80,0 | 783,6 |
| Источник: Relevé météo des Cognac |      |      |      |      |      |      |      |      |      |      |       |      |       |

## Администрация
| Период | Период | Фамилия             | Партия                    | Примечания         |
| ------ | ------ | ------------------- | ------------------------- | ------------------ |
| 1971   | 1995   | Рене Маршив         |                           | виноградарь        |
| 1995   | 2008   | Жан-Клод Боннорон   | Союз за народное движение | банкир             |
| 2008   | 2014   | Жан-Марк де Люстрак | Союз за народное движение | врач скорой помощи |

## Экономика
В 2007 году среди 1168 человек в трудоспособном возрасте (15—64 лет) 886 были экономически активными, 282 — неактивными (показатель активности — 75,9 %, в 1999 году было 69,7 %). Из 886 активных работали 798 человек (435 мужчин и 363 женщины), безработных было 88 (26 мужчин и 62 женщины). Среди 282 неактивных 86 человек были учениками или студентами, 106 — пенсионерами, 90 были неактивными по другим причинам.

## Достопримечательности
- Приходская церковь Сен-Дени. Построена в XVI веке на месте старой церкви XII века, разрушенной во время Столетней войны
  - Бронзовый колокол (1580 год). На колоколе выгравирована надпись: FAICTE POUR VARS LAN MIL V C IIII XX. TE DEUM LANDAMUS. Исторический памятник с 1943 года[3]
  - Формы для просфор (XVIII век). Исторический памятник с 1911 года[4]
- Поместье Порталь (XVII век). Исторический памятник с 2006 года[5]

## Фотогалерея
- Церковь Сен-Дени
- Поместье Порталь
- Мэрия
- Военный мемориал
- Общественная прачечная
- Река Шаранта